# 山崎弘士
山崎 弘士（やまざき ひろし、1945年〈昭和20年〉12月4日 - ）は、フリーのラジオパーソナリティ、司会者、大学教授。元KBS京都アナウンサー。元京都放送常務取締役、顧問。岡山県津山市出身。津山市立北中学校、岡山県立津山高等学校、立命館大学法学部卒業。血液型O型。既婚、2女あり。

## 来歴・人物
大学で放送のクラブに入り、野外コンサートや祇園のクラブなどで司会を始める。小島正雄に弟子入りを志願するが断られ、アナウンサーの道を勧められる。
1968年4月近畿放送入社（同期に久保房郎がいる）。軽妙な語り口（だみ声）と親しみやすいキャラクター、そして特徴のある髪型で人気を集めている。
アンタッチャブルに出てくるカポネの弟分のニティーの声を低音で真似ていたことから、学生時代から「ニティー」と呼ばれるようになった。他ニックネームは「ミスターKBS」「祇園のチーター」「山ちゃん」など。「一九分け」の非常に特徴的な髪型で、1960年代のテレビ映画「コンバット!」にでてくるドイツ軍兵士の鉄兜に見えるため、視聴者（リスナー）から「コンバット山崎」「究極の九一分け」と呼ばれた。また、比叡山ドライブウェイのラジオCMで「比叡山のおサルの三吉」の声を担当したことから、同様に「おサルの三吉」と呼ばれる事もある。
1969年6月24日に発売された「イニシャルのK」でレコードデビューし、その後も「一人ぼっちの野原」「レモン色の恋」などが発売された。また、2002年には、京都高島屋とのコラボレーション（グルメ祭）で、特徴的な髪型を焼印にあしらった「山ちゃんあんぱん」が発売された。2005年のグルメ祭で再登場。
局関係のイベントの司会を務める事も多く、老若男女問わず地元での知名度は高い。アナウンサーだけではなく、2001年にラジオ局長から常務取締役に就任したが、2007年に退任、顧問を務めた。
1982年から東京支社に3年間勤務し、「ふれあい情報にしひがし」などを担当した。
ジャズに造詣が深く、自身が自社制作の深夜の1時間のジャズ番組(minton's creek)を担当していたほどである。

## 担当番組
ラジオ
- 山崎弘士のGOGOリクエスト（土曜 12:00 - 16:00※年度上半期は13:00 - 、2007年10月6日 - ）
  - 2007年10月6日 - 2008年3月29日は15:30 - 16:30。 2008年4月5日（13:00 - 16:30）から生放送になる。
  - ぴっかりパワーフラッシュ[4] - 両手を下げて、横にずーっと両腕を上げていき、「ぴっかりパワー」の所でおでこに手のひらを外に向けて8の字を書くように置いて、「フラッシュ」の所で上に向かって両手を上げる。PPFと略される。
  - 海外ツアー（1年に1回）の時は、代役を立てる。過去、對馬京子（3回）、梶原誠、竹内弘一が代行。
- 森脇健児のサタデースタジアム （土曜 12:00 - 13:00、4月 - 9月）エンディング
- KBS京都開局記念番組サンクス（毎年12月）リポーター（山ちゃんサンタ）
- スタート!元気!舞鶴!げんまいラジオ（不定期）

## 過去の出演番組
ラジオ
- キョーカイレブンミュージック（1968年頃　23:00 - 23:30　靴のキョーカ提供）先輩の本田アナ女子と担当
- みんなで歌おうフォークフォーク（1969年　土曜 20:00 - 　キカメヤ楽器店提供）
- GOGO電話リクエスト（1969年開始、日曜）[1]川崎あかね
  - 当時入社2年目のアナウンサーだった山崎がパーソナリティー、ディレクター、ミキサーを1人でこなすワンマンDJに挑んだ。
- スタジオ300
- 日本列島ズバリリクエスト （「人間と猿」のコーナーで諸口あきらと共演）
- ひるまでスパーク!尾崎千秋です  -ラジオカーリポーター
- ふれあい情報情報にしひがし 泰子の京都インTOKYO（銀座POPスタジオ）共演遠藤泰子
- おとなりさん（文化放送、2023年10月6日9時台「教えて!全国☆ラジオスター」にゲスト出演）
- 諸口あきらの流れ者の唄（地方民間放送共同制作協議会「火曜会ラジオスピリッツ」2023年度第5回最優秀作品として全国放送された）

帯番組を長きにわたって務めていた。
- 山崎弘士のおはようサンシャイン（1981年4月から）アシスタント塩見祐子他
- 山崎弘士のお昼は天国（ラテ同時放送）[1]小迫よしえと担当
- 山崎弘士の満員御礼!（1988年4月 - 2003年3月）アシスタント戸田順子
- YAMAMORIラジオ!（2003年4月 - 2005年3月）山崎（YAMA）、森谷威夫（MORI）
- 山崎弘士の人めぐり・音めぐり（2006年4月2日 - 2007年9月27日）
  - 私の街から医食同源物語

- オールナイト電話リクエスト
- 横綱番付リクエスト
- 山崎弘士のリーブル京都
- minton's creak[1]→「Minton's Jazz night」　※午後２時の放送時間→深夜にする時前後にタイトル変更。※minton's creakは午後２時の放送時間のころに石川智徳アナウンサーが退職し急遽山崎が担当した。
- トミヤマ ヤングジャンボリー
- かたつむり大作戦
- ありがとう!長門裕之さん（2011年5月30日 19:00 - 19:30）共演村上祐子。放送ライブラリー所蔵。
- 笑福亭晃瓶のほっかほかラジオ  朝市リポーター
- 今よみがえる みんなで歌おう！フォークフォーク（2011年2月27日 16:45 - 17:15）
  - アシスタント。「あなたが夢のラジオパーソナリティ　オリジナルラジオ番組福袋」（税込18,000円 1名様限り 抽選販売）として2011年1月2日-5日に京都高島屋で受付された福袋の購入者がメインパーソナリティを務めた。アシスタントには山崎か森谷威夫かを指名できた。
- 音楽わいど ラジオ・ビュー（2011年11月当:竹内弘一）
- 木村寿伸 オトナの90分♡一本勝負（2011年12月8日オープニング）
- サンクス60フィナーレ（2011年12月24日 16:30〜17:30）森谷威夫、森脇健児
- サトウヒロヒサの「眠りにつく前に…」（2013年6月2日）「ズバリク」を振り返り、社会人の悩みに答え、AMラジオを語る。
- ピアニストの詩
- われらスイング仲間（20分番組）
- 高等学校ラジオ創作シリーズこちら青春放送局（第2回の1981年の頃、番組コーディネーターとして出演）

テレビ
- 山崎弘士のお昼は天国（ラジオ同時放送）
- ぽじポジたまご　担
- カモン!KBS  -KBS京都レコード室から「山崎弘士のGOGOリクエスト」をPR
- かたつむり大作戦
- スペシャルシネマ「豚と軍艦」（2011年6月23日 19:00-21:25）